# 土星的卫星

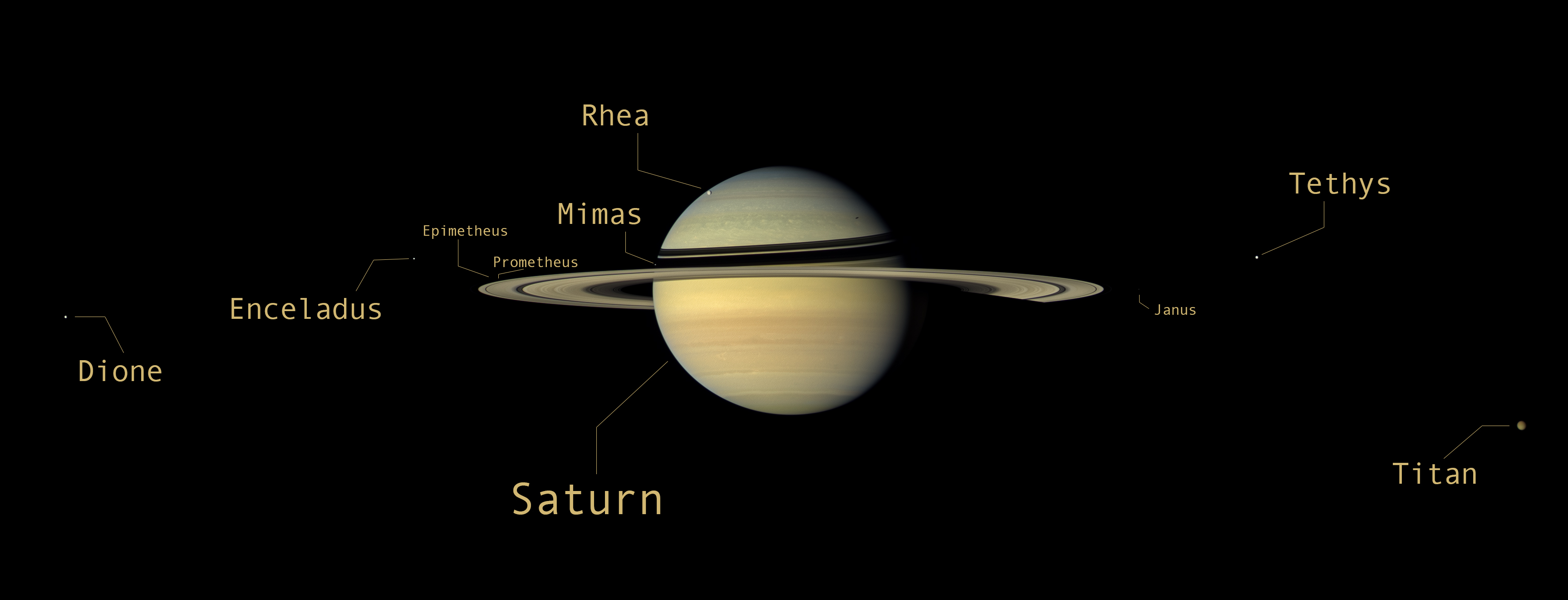
由卡西尼太空船拍攝的土星多顆衛星的圖片。影像中顯示的是土衛四（狄俄涅，Dione）、土衛二（Enceladus）、土衛十一（埃皮墨透斯，Epimetheus）、土衛十六（普羅米修士，Prometheus）、土衛一（彌瑪斯，Mimas）、土衛五（瑞亞，Rhea）、土衛十（傑努斯，Janus）、土衛三（特堤斯，Tethys）和土衛六（泰坦，Titan）。

土星的衛星不僅數量眾多，種類也繁多，從直徑只有幾十米的微小小衛星到比行星水星更巨大的泰坦（土衛六）。迄2025年3月，已發現並確認軌道的衛星數量已有274顆。這個數目不包括嵌入密集環中的數千顆小衛星，也不包括通過望遠鏡看到但未被重新捕獲的數百顆可能的公里大小的遙遠衛星。有七顆土星衛星足够大，可以坍縮成鬆弛的球體，但目前僅有泰坦，可能還有瑞亞處於流體靜力平衡。土星的衛星中特別值得注意的是泰坦，它是太陽系中第二大的衛星（僅次於木星的木衛三：蓋尼米德），具有富氮的類地大氣，和以干涸的河流網络和烴湖為特徵的景觀；土衛二從其南極地區噴出氣體和塵埃，其表面之下很可能有液態水海洋，表面並被一層深厚的雪覆蓋著；還有黑白半球對比鮮明的伊阿珀托斯。
土星的衛星之中有24顆歸為所謂的「規則衛星」，它們沿順行軌道公轉，且軌道與土星赤道平面之間的傾角不高。土星的7顆主要衛星、4顆依附主要衛星的特洛伊小衛星、一對共軌衛星以及夾住F環的兩顆|牧羊衛星，都屬於規則衛星。另有兩顆規則衛星的公轉軌道位於土星環隙內。體積較大的土衛七與土衛六處於軌道共振狀態。餘下的規則衛星軌道分別位於A環外沿、G環以內以及土衛一和土衛二軌道之間。依慣例，規則衛星均以希臘神話中的泰坦巨神或其他與撒頓努斯相關的神祗命名。
其餘121顆衛星的平均直徑介乎4至213公里，統稱為「不規則衛星」，其軌道距離土星更遠，軌道傾斜度更高，有的順行，有的則逆行。這些衛星很可能是引力捕獲而來的微型行星，或是被捕獲後解體並形成各個碰撞家族的微型行星碎片。不規則衛星可根據軌道特徵分為因紐特衛星群、諾爾斯衛星群及高盧衛星群，衛星名稱則取自所對應的神話。19世紀末發現的土衛九是體積最大的不規則衛星。
土星環的成分小至細微塵粒，大至幾百米寬的小衛星，它們沿各自的軌道繞土星公轉。從而，土星並沒有一個確切的衛星總數，因為在組成環系統的無數無名顆粒和被標誌為衞星的大物體之間並沒有明確的界限標準。科學家通過探測環內物質所受的干擾，已發現至少150顆小衛星，然而這很可能只是冰山一角。
截至2023年5月，尚有81顆衛星未獲命名，不過將獲得永久編號和名稱。17顆衛星的名稱將取自北歐神話，兩顆取自因紐特神話，一顆取自凱爾特神話。

## 發現

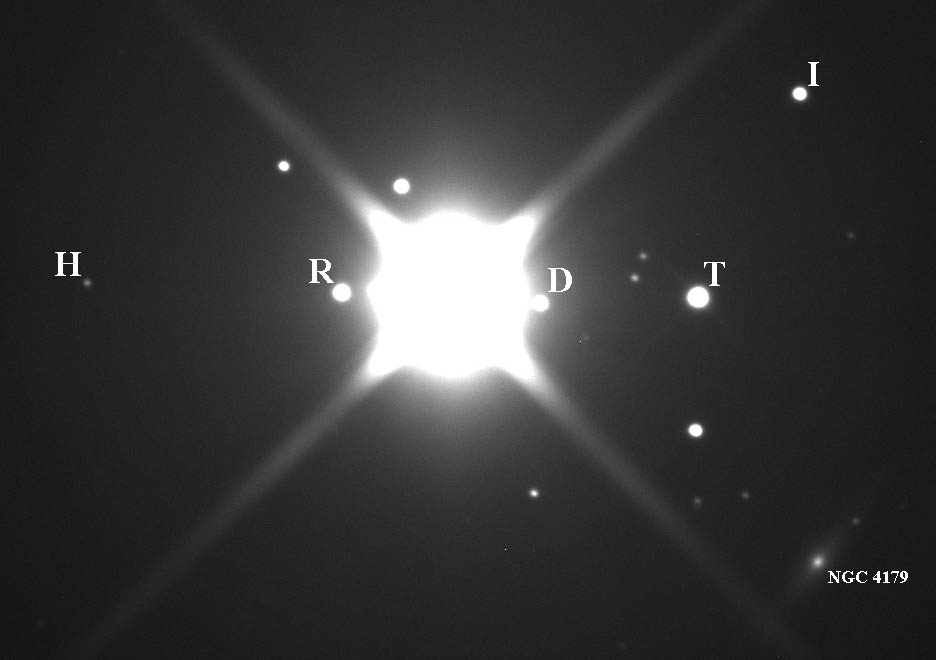
12.5英吋望遠鏡所攝的土星（過度曝光）及土衛四至土衛八。

### 早期觀測
在望遠鏡攝影技術被發明之前，天文學家利用光學望遠鏡直接觀測土星，發現了八顆衛星。1655年，克里斯蒂安·惠更斯用他自己設計的57毫米物鏡折射望遠鏡，發現了土星最大的衛星——土衛六。乔瓦尼·多梅尼科·卡西尼在1671年至1684年間發現土衛三、土衛四、土衛五和土衛八（統稱為「路易之星」）。威廉·赫歇爾在1789年發現土衛一和土衛二。威廉·邦德和喬治·邦德在1848年共同發現土衛七，威廉·拉塞爾亦於同年獨自發現土衛七。
後來，天文學家利用長時間曝光底片，又發現了更多的衛星。威廉·亨利·皮克林最早在1899年用這種技術發現土衛九。1966年，奧杜安·多爾菲斯趁土星位於分點，即土星環平行於視線時，進行觀測，發現了土衛十。若干年後，科學家發現，要完全解釋1966年的觀測數據，一定還存在著另一顆軌道與土衛十相似的衛星，這就是土衛十一。土衛十一與土衛十在同一個軌道上公轉，這種共軌衛星關係在太陽系中是絕無僅有的。天文學家在1980年通過地面觀測又發現土衛十二、土衛十三和土衛十四，之後經旅行者號飛船證實。土衛十二是土衛四的特洛伊衛星，土衛十三和土衛十四則是土衛三的特洛伊衛星。

### 太空船觀測
自從使用了無人太空探測器，人們對外行星的研究發生了根本性的變化。旅行者計劃太空船抵達土星後，在1980至81年間發現了三顆衛星：土衛十五、土衛十六和土衛十七。此外，旅行者號還證實了土衛十和土衛十一是兩顆不同的衛星。1990年，科學家又在旅行者號的檔案照片中發現土衛十八。
卡西尼-惠更斯號於2004年夏到達土星，發現了位於內圈的三顆小衞星（土衞三十二、土衞三十三和土衞三十四）和位於F環內的三顆未確認的衞星。2004年11月，參與卡西尼計劃的科學家宣佈，土星環的結構顯示，在環以內還存在多個衛星，但當時拍攝到的只有其中一顆（土衛三十五）。2007年，土衛四十九被發現。2008年，卡西尼號探測到土星磁層高能電子在土衛五附近有削弱的現象，意味著土衛五可能擁有一個稀疏的環系統。科學家在2009年3月發現位於G環內的小衛星——土衛五十三，並於同年7月首次發現B環內的小衛星——S/2009 S 1。2014年4月，科學家宣佈在A環內有新衛星形成的跡象。

### 地面觀測

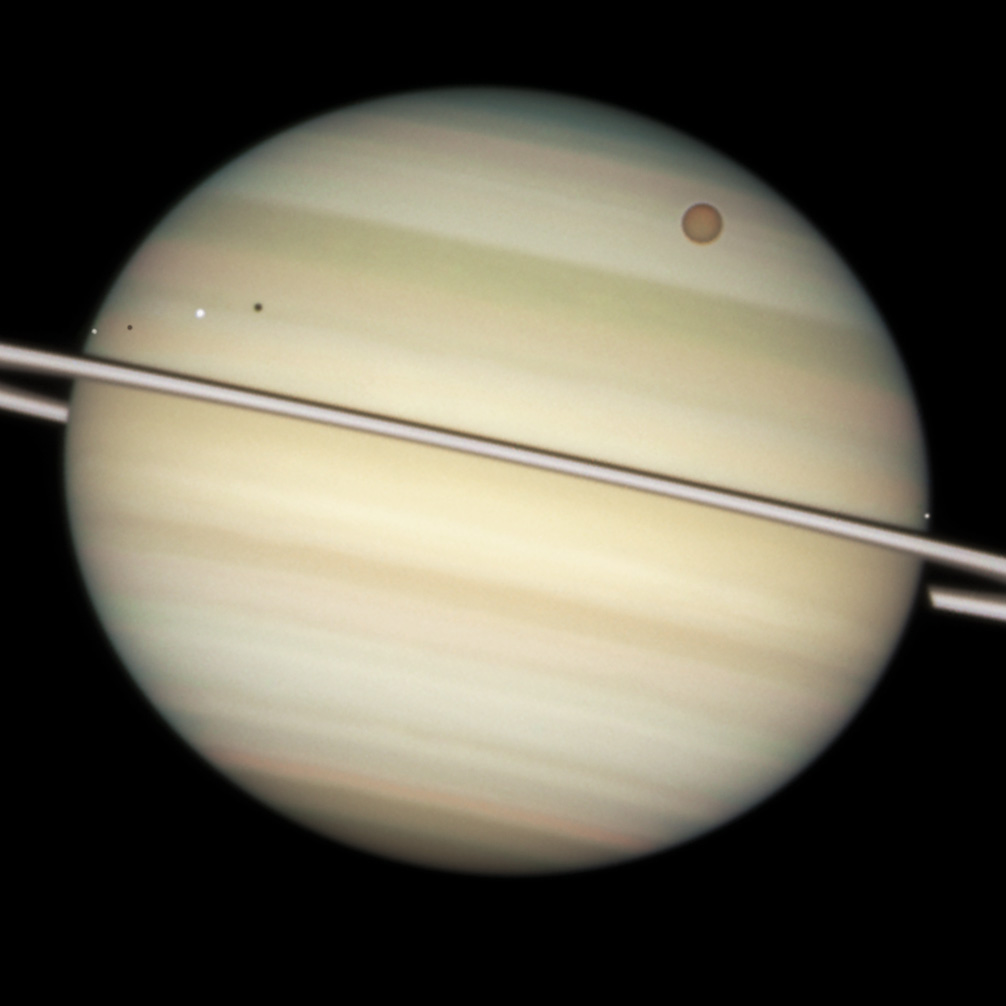
四顆衛星同時凌土星，由哈勃太空望遠鏡所攝

隨著望遠鏡技術的提升，對土星衛星的觀測研究也變得越來越簡單，其中起到最大作用的莫過於取代了照相底片的數碼感光耦合元件。在整個20世紀期間，土衛九是唯一一顆為人所知的不規則軌道衛星。然而自從2000年起，天文學家利用地面望遠鏡陸續發現了三十多顆不規則衛星。三座中等大小望遠鏡從2000年末開始進行觀測，一共發現了13顆衛星，其軌道距離土星遙遠，離心率高，與土星赤道和黃道平面的傾角都非常高。這些衛星都很可能是某個更大的天體在被土星引力捕獲後解體而成的碎片。2005年，毛納基山天文台的科學家宣佈發現12顆外圈小衛星。天文學家利用8.2米昴星團望遠鏡，在2006年宣佈發現9顆不規則衛星。2007年，土衛五十二（S/2007 S 1）、S/2007 S 2和S/2007 S 3陸續被發現。2019年，天文學家宣佈又發現了20顆不規則衛星(2021年在土衛八和土衛二十四之間又發現了一顆)，使土星衛星總數自2000年來首次超越木星。
土星的83顆衛星之中，有一些在被發現之後就未再被觀測到，以致無法從軌道數據推算目前的確切位置，這些衛星被稱為迷蹤衛星。天文學家在2019年以後的觀測當中已成功尋回不少迷蹤衛星，但仍有四顆（S/2004 S 13、S/2004 S 17、S/2004 S 7及S/2007 S 3）至今下落不明。

### 命名
天文學界現用的土星衛星命名法，可追溯至約翰·赫歇爾於1847年提出的方案：土星（在歐洲以羅馬神話中的農業之神撒頓努斯，相等於希臘神話中的格羅諾斯，為名）的所有衛星均以與撒頓努斯相關的神話人物命名。當時已知的七顆衛星都取名於泰坦或癸干忒斯（格羅諾斯的兄弟姐妹）1848年，威廉·拉塞爾提出把第八顆衛星命名為海柏利昂，泰坦的又一員。到了20世紀，十二名泰坦均以用盡，科學家就轉向古希臘羅馬神話的其他神祗或其他神話傳統中的巨神。除以泰坦菲比命名的土衛九以外，其餘所有不規則衛星均以北歐神話中的冰巨神以及因紐特神話和凱爾特神話人物命名。
某些小行星與土星的衛星有著相同的名稱：小行星55（禍神星，Pandora）、小行星106（坤神星，Dione）、小行星577（母神星，Rhea）、小行星1809（Prometheus）、小行星1810（Epimetheus）和小行星4450（Pan）。此外還有兩顆曾經與土星衛星有相同名稱的小行星，後經國際天文聯會決議用不同拼寫與土星衛星相互區分開來：小行星53（島神星，Kalypso）和小行星101（拐神星，Helena）。

## 大小

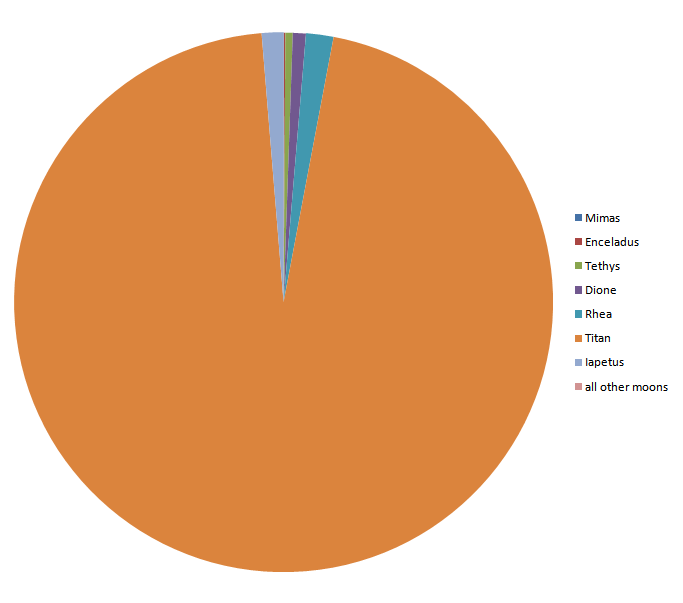
土星衛星的相對質量。土衛一、眾多小衛星及土星環的質量都太低，在此圖中不可見。

土星衛星系統的質量分佈極不均勻，在圍繞土星公轉的物質當中，96%以上的質量都集中在土衛六。另外六顆近球體衛星共佔4%，其餘76顆小衛星，再加上土星環，只佔0.04%。
| 土星的主要衛星與月球相比 | 土星的主要衛星與月球相比 | 土星的主要衛星與月球相比 | 土星的主要衛星與月球相比 | 土星的主要衛星與月球相比 | 土星的主要衛星與月球相比 |
| 土衛                     | 直徑 （公里）            | 質量 （公斤）            | 軌道半徑 （公里）        | 公轉週期 （天）          |                          |
| ------------------------ | ------------------------ | ------------------------ | ------------------------ | ------------------------ | ------------------------ |
| 一                       | 396 （月球之12%）        | 4×1019 （月球之0.05%）   | 185,539 （月球之48%）    | 0.9 （月球之3%）         |                          |
| 二                       | 504 （月球之14%）        | 1.1×1020 （月球之0.2%）  | 237,948 （月球之62%）    | 1.4 （月球之5%）         |                          |
| 三                       | 1,062 （月球之30%）      | 6.2×1020 （月球之0.8%）  | 294,619 （月球之77%）    | 1.9 （月球之7%）         |                          |
| 四                       | 1,123 （月球之32%）      | 1.1×1021 （月球之1.5%）  | 377,396 （月球之98%）    | 2.7 （月球之10%）        |                          |
| 五                       | 1,527 （月球之44%）      | 2.3×1021 （月球之3%）    | 527,108 （月球之137%）   | 4.5 （月球之20%）        |                          |
| 六                       | 5,149 （月球之148%）     | 1.35×1023 （月球之180%） | 1,221,870 （月球之318%） | 16 （月球之60%）         |                          |
| 八                       | 1,470 （月球之42%）      | 1.8×1021 （月球之2.5%）  | 3,560,820 （月球之926%） | 79 （月球之290%）        |                          |

## 衛星群
儘管沒有確切的界定標準，土星的衛星還是可以根據軌道特徵分為十個衛星群。包括土衛十八和土衛三十五在內的不少衛星在土星環以內公轉，其公轉週期比土星的自轉週期稍長。最內圈衛星以及大部分規則衛星的軌道傾角都在1.5°以下（土衛八除外：土衛八的軌道傾角為7.57°），軌道離心率也較低。最外圈不規則衛星（特別是諾爾斯衛星群）的軌道半徑為數百萬公里，公轉週期可長達幾年。諾爾斯衛星群的軌道方向甚至與土星的自轉方向相反。

### 環超小衛星

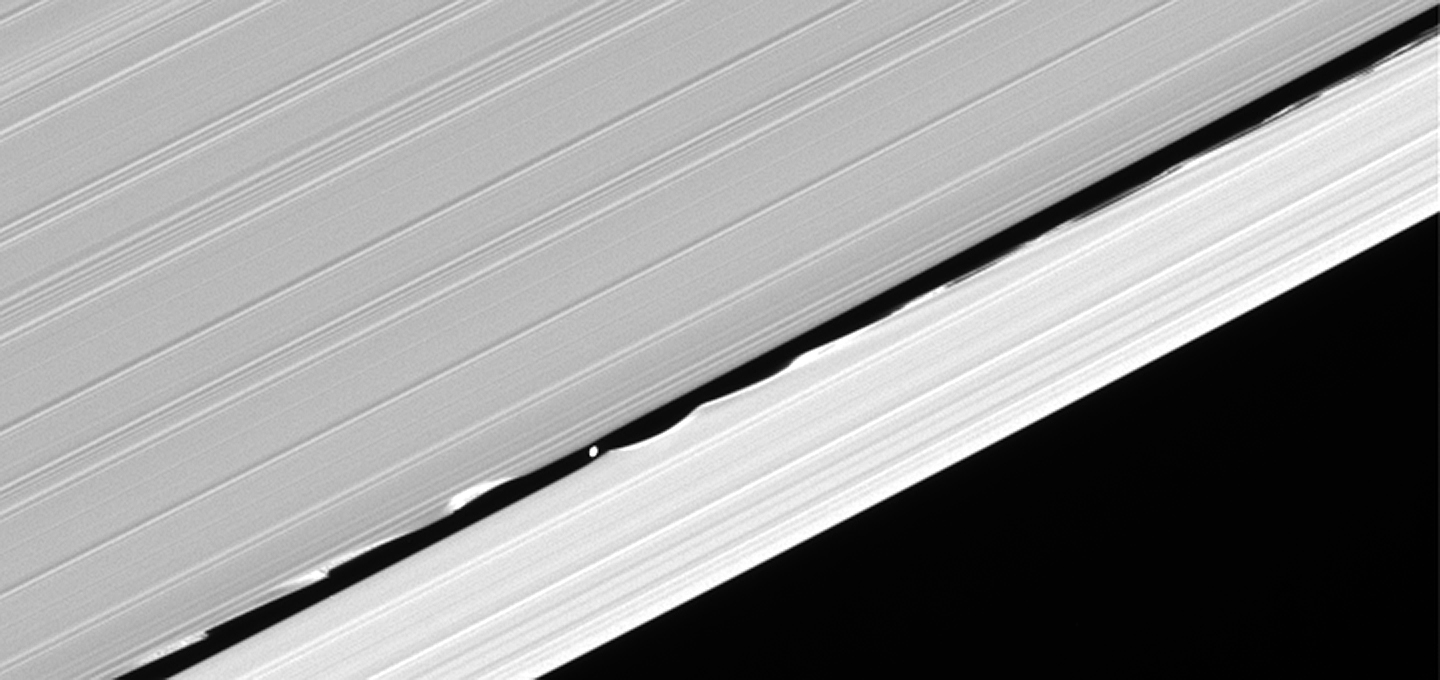
基勒環縫內的土衛三十五

2009年7月，天文學家在從土星B環上的陰影，在環外沿480公里以外的地方發現了直徑約為300米的超小衛星S/2009 S 1。和A環超小衛星（見下文）不同的是，S/2009 S 1並沒有在環上產生螺旋槳結構，這可能和B環的密度有關。

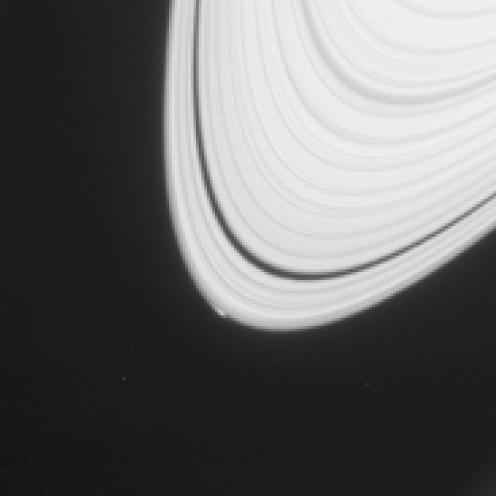
2014年4月15日，天文學家發現一顆新衛星形成的跡象

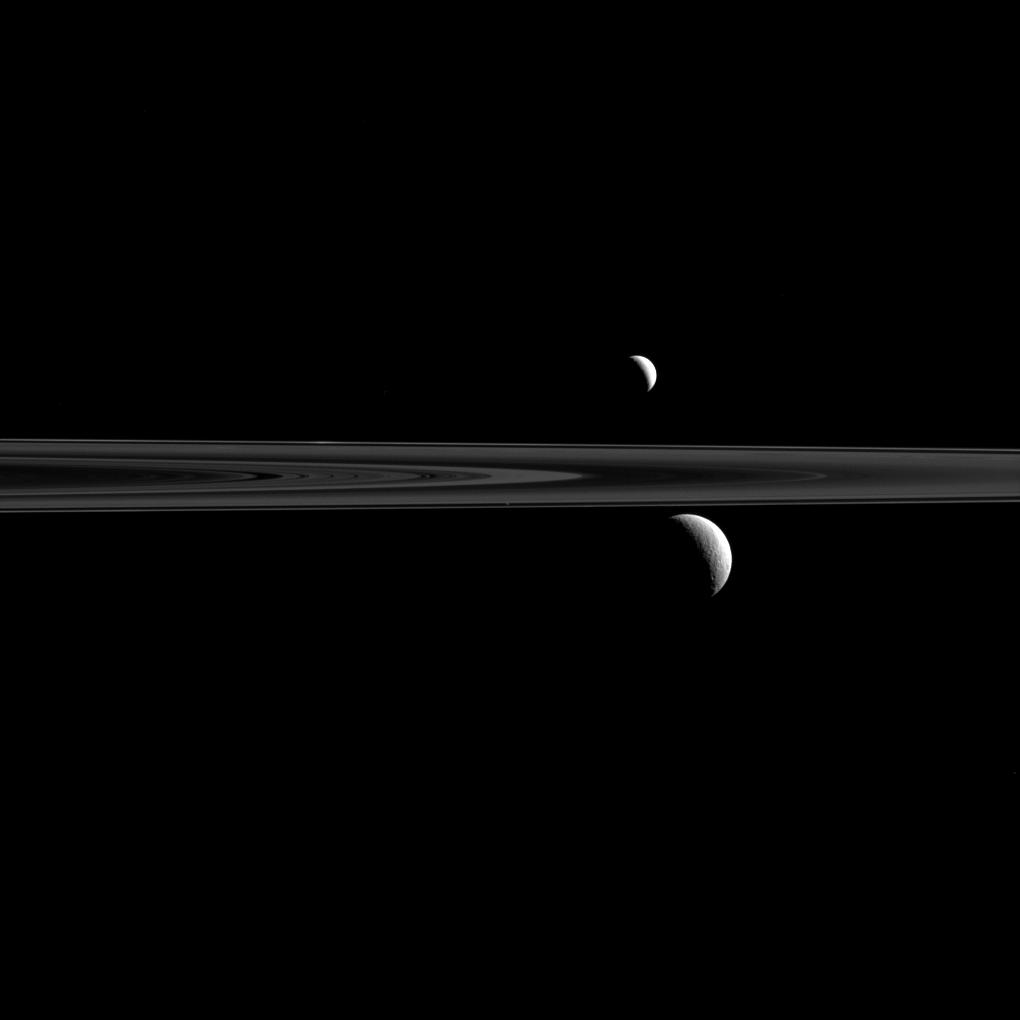
土星F環、土衛二和土衛五

2006年，天文學家在卡西尼號所拍攝的A環照片中發現了四顆超小衛星。在此之前，在A環縫內公轉的已知衛星只有體積更大的土衛十八和土衛三十五。這兩顆衛星的質量足以在環上掃出一條縫。相比之下，小衛星只能夠在其附近區域清除出兩條約10公里寬的縫，形似飛機螺旋槳。小衛星的直徑在40至500米之間，無法直接觀測。2007年，天文學家又發現了150顆小衛星。除了兩顆位於恩克環縫內的小衛星以外，這些小衛星都集中在A環內的三條窄帶以內，軌道半徑在126,750至132,000公里之間。每條縫寬約一千公里，不足土星環總寬度的1%。該區域不受更大衛星的軌道共振效應所影響，然而A環內其他同樣不受軌道共振效應影響的區域卻不含任何超小衛星。這些超小衛星可能是某顆大衛星解體後的碎片。天文學家估算，A環中有七千至八千個大於800米的螺旋槳縫，大於250米的則數以百萬計。
F環內也有可能存在類似的超小衛星。F環附近的土衛十六可擾動環內的超小衛星，使它們互相碰撞，形成天文學家在F環內所觀測到的噴射物質。最大的F環超小衛星可能是有待確認的S/2004 S6。F環內還有短暫出現的扇狀結構，這可能是由直徑約1公里的小衛星所致。
土衛五十三位於G環的環弧內，與土衛一處於7:6平均運動軌道共振狀態，也就是說，當土衛五十三公轉七周時，土衛一正好公轉六周。土衛五十三是G環中產生塵埃的最大天體。
2014年4月，科學家宣佈在A環內有新衛星形成的跡象。

### 牧羊衛星

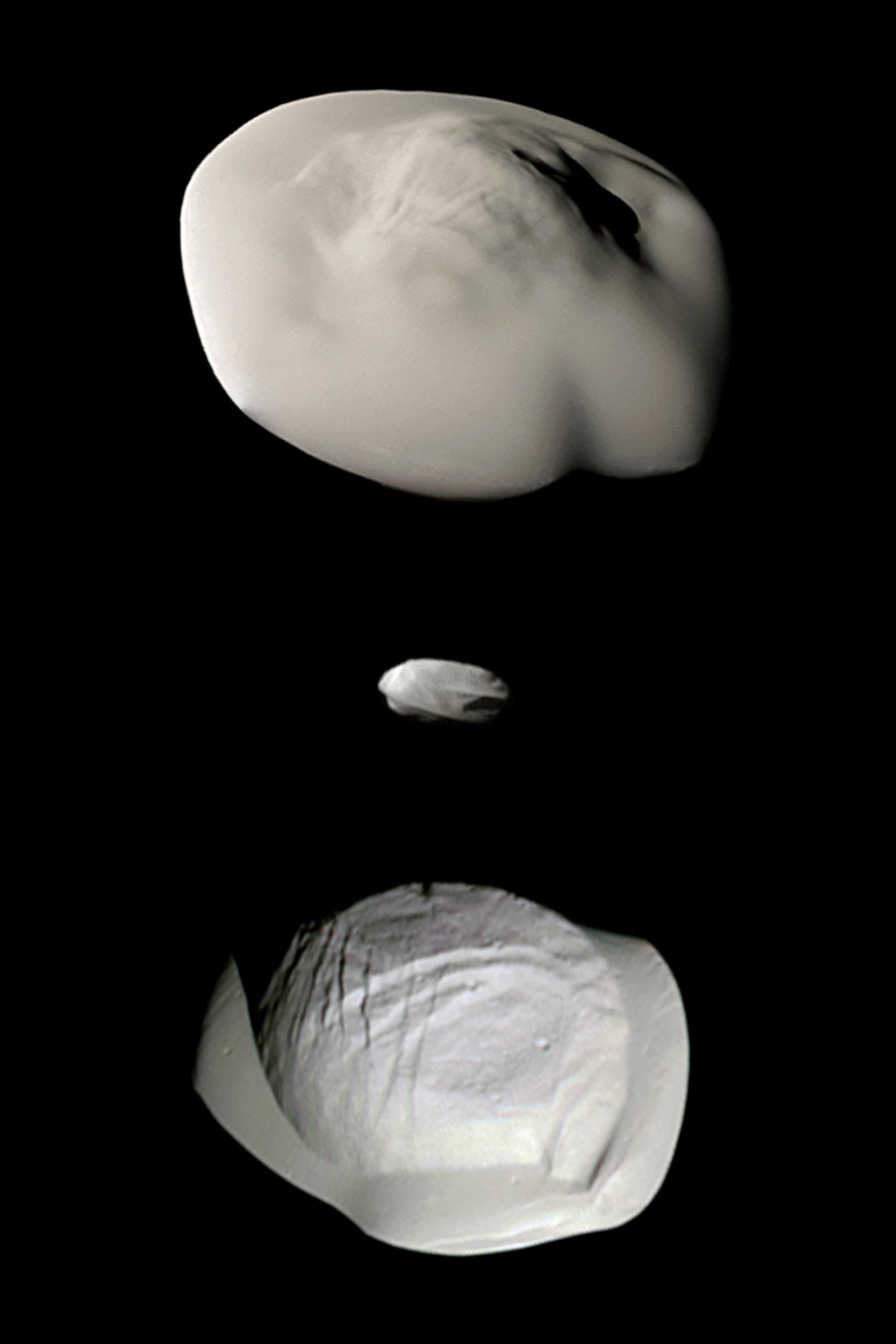
牧羊衛星，從上至下分別為：土衛十五、土衛三十五和土衛十八

牧羊衛星是在環系統內或附近公轉的衛星。這類衛星有塑造環的形狀的作用：它們會使環的邊緣更為鮮明，或產生環縫。土星的牧羊衛星有：恩克環縫內的土衛十八、基勒環縫內的土衛三十五、A環內的土衛十五以及F環內的土衛十六和土衛十七。這些衛星和共軌衛星（見下文）都很可能是鬆碎物質積累在密度更高的核心而成。核心的大小約為衛星目前大小的三分之一至二分之一，本身可能是更大的衛星解體後的碰撞碎片。

### 共軌衛星
土衛十和土衛十一是太陽系中唯一一對共軌衛星。它們體積相近，土衛十比土衛十一稍大。兩者軌道半長軸只有幾公里之差，如果相互掠過的話，就會相撞。不過事實上，引力作用使得兩者的軌道每四年交換一次。

### 內圈大衛星

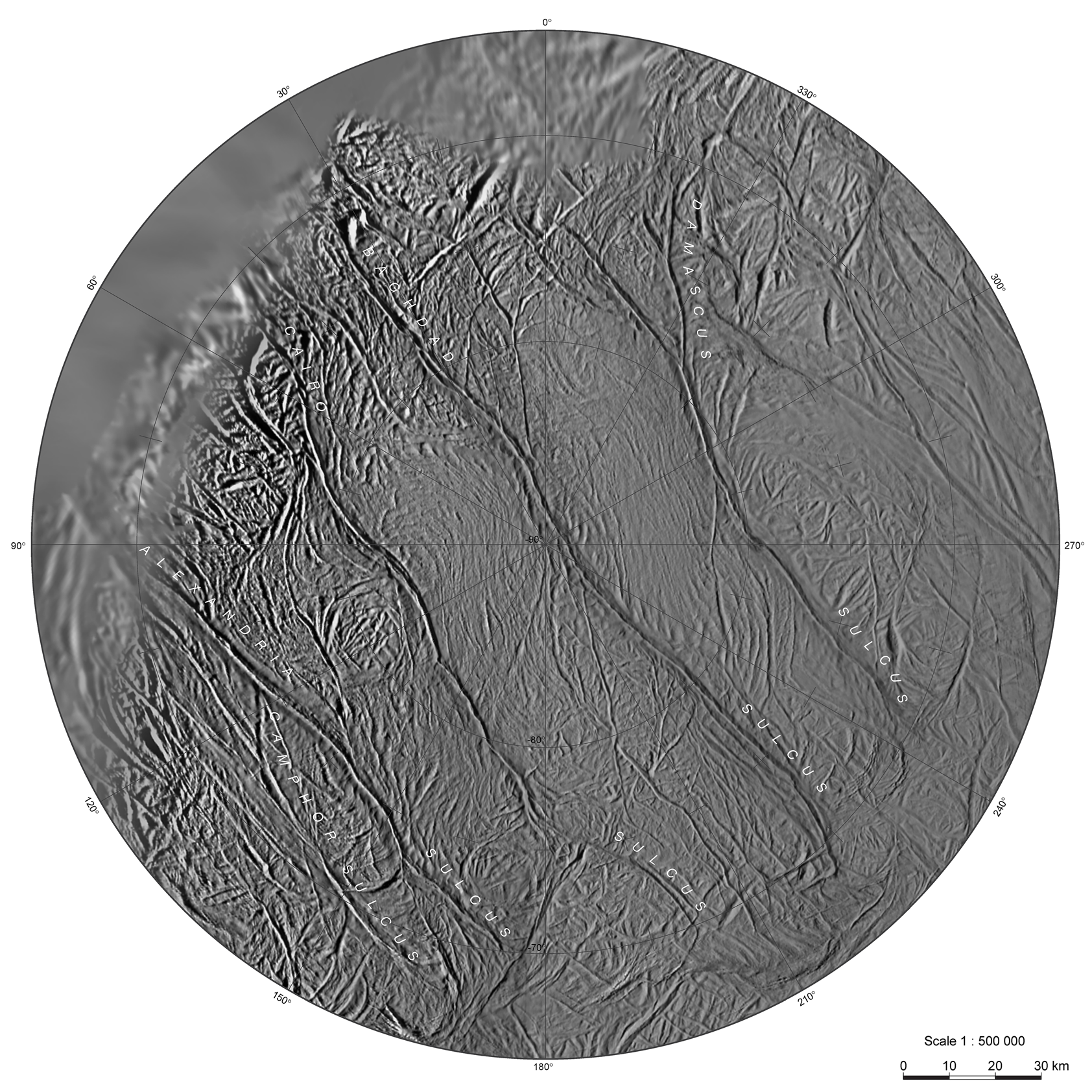
土衛二上的虎斑紋路

在鬆散的E環以內，有內圈大衛星和阿爾庫俄尼得斯衛星群的三顆較小的衛星。
- 土衛一是內圈近球體衛星之中體積最小、質量最低的一顆，[41]但其質量還是足以擾動土衛三十二的軌道。[50]土衛一明顯呈卵形，其兩極直徑比赤道直徑短約20公里，這是因土星的強大引力所致。[51]在土衛一面向公轉方向的半球上，有一個佔其直徑三分之一的撞擊坑，名為赫歇爾隕石坑。土衛一並沒有過任何已知的地質活動，其表面滿佈撞擊坑。除了一些弓形和直線形的槽以外，土衛一沒有別的板塊結構。猛烈撞擊形成赫歇爾隕石坑時，也很可能同時形成了這些槽結構。[52]
- 土衛二在內圈近球體衛星之中體積第二小，僅次於土衛一，[51]但它卻是土星衛星系統乃至整個太陽系中體積最小的地質活躍天體。土衛二的表面形態多樣，既有滿佈古老撞擊坑的地區，又有較近期形成的光滑地區，還有縱橫交錯的裂痕。卡西尼號太空船發現，其南極地區的溫度異常高，有一系列約130公里長的虎斑裂痕，其中有的會噴射出水蒸氣和塵埃。這些物質從南極噴出，進入太空，形成巨大的羽狀結構，不斷為E環的物質進行補充，[7]也是土星磁層中離子的主要來源。[53]水蒸氣和塵埃的噴出速率超過每秒100公斤。科學家推測，土衛二南極地表底下可能存在液態水。推動冰火山噴射所需的能量相信來自於土衛二和土衛四之間的2:1平均運動軌道共振。由於表面是由水冰所組成，所以土衛二是太陽系中最「亮」的天體之一：其幾何反照率超過140%。[7]
- 土衛三在土星內圈衛星之中體積第三大。[41]其面向公轉方向的半球有一個400公里寬的巨大撞擊坑，名為奧德修斯撞擊坑。另外還有一個環繞土衛三至少270°的巨大峽谷，名為伊薩卡峽谷。伊薩卡峽谷與奧德修斯撞擊坑有相同的圓心，兩者很可能有密切的關係。土衛三沒有任何已知的地質活動。土衛三大部分地表都佈滿了山丘和撞擊坑，但在奧德修斯撞擊坑的反面卻是一小片較平滑、年輕的地區。在平滑地區和粗糙地區之間，有一條明確的界線。奧德修斯撞擊坑周圍還有一條條從撞擊坑輻射開來的槽。[52]土衛三的密度為0.985 g/cm3，比水稍低，意味著它主要由水冰組成，只含少量的岩石。[40]
- 土衛四在土星內圈衛星之中體積第二大。其密度比土衛五高，但比土衛二低。[51]土衛四絕大部分地表都佈滿了古老的撞擊坑，但它也有錯綜複雜的裂痕，意味著它曾經有過地質活動。[54]這些裂痕在背向公轉方向的半球上最為顯著，幾條相互交錯的裂痕形成所謂的「縷狀地形」。[54]土衛四上最大的撞擊坑直徑可達250公里。[52]某些地區較為平滑，撞擊坑數較低，很可能是在土衛四地質歷史後期才形成的。兩個平滑地區之中各有一個橢圓盆地，盆地都位於一系列輻射狀裂痕的中心，這都可能是由冰火山爆發所形成的。土衛四至今可能還有地質活動，但規模比土衛二小得多。卡西尼號的測量顯示，土衛四和土衛二一樣不斷為土星磁層提供離子，佐證了這一觀點。[55]

### 阿爾庫俄尼得斯衛星群

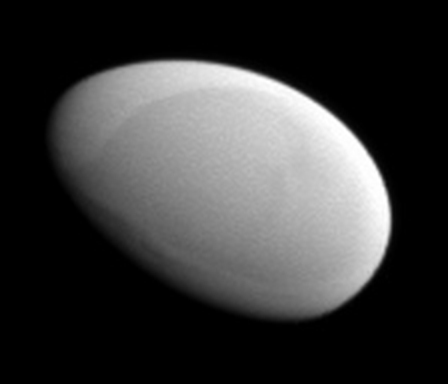
土衛三十二面向公轉方向的半球，卡西尼號攝於2012年5月20日

在土衛一和土衛二軌道之間，有三顆小衛星：土衛三十二、土衛四十九及土衛三十三。它們以希臘神話中的阿爾庫俄尼得斯仙女命名。土衛三十二和土衛四十九的軌道上都有不完整的暗環，土衛三十三軌道上則有完整的環。這三顆衛星中，只有土衛三十二有近距離照片，可見它呈卵形，幾乎沒有任何撞擊坑。

### 特洛伊衛星
特洛伊衛星為土星衛星系統所特有，這些衛星位於一顆比它們大得多的衛星的L4或L5拉格朗日點。L4位於大衛星軌道的前方，L5則位於其後方。土衛三共有兩顆特洛伊衛星：土衛十三（前方）和土衛十四（後方）；土衛四也有兩顆：土衛十二（前方）和土衛三十四（後方）。土衛十二是特洛伊衛星之中最大的一顆，土衛三十四則是最小的，軌道也最為混沌。這幾顆衛星都被鋪上了一層塵埃物質，其表面因而非常光滑。

### 外圈大衛星
以下衛星的軌道均位於E環以外：

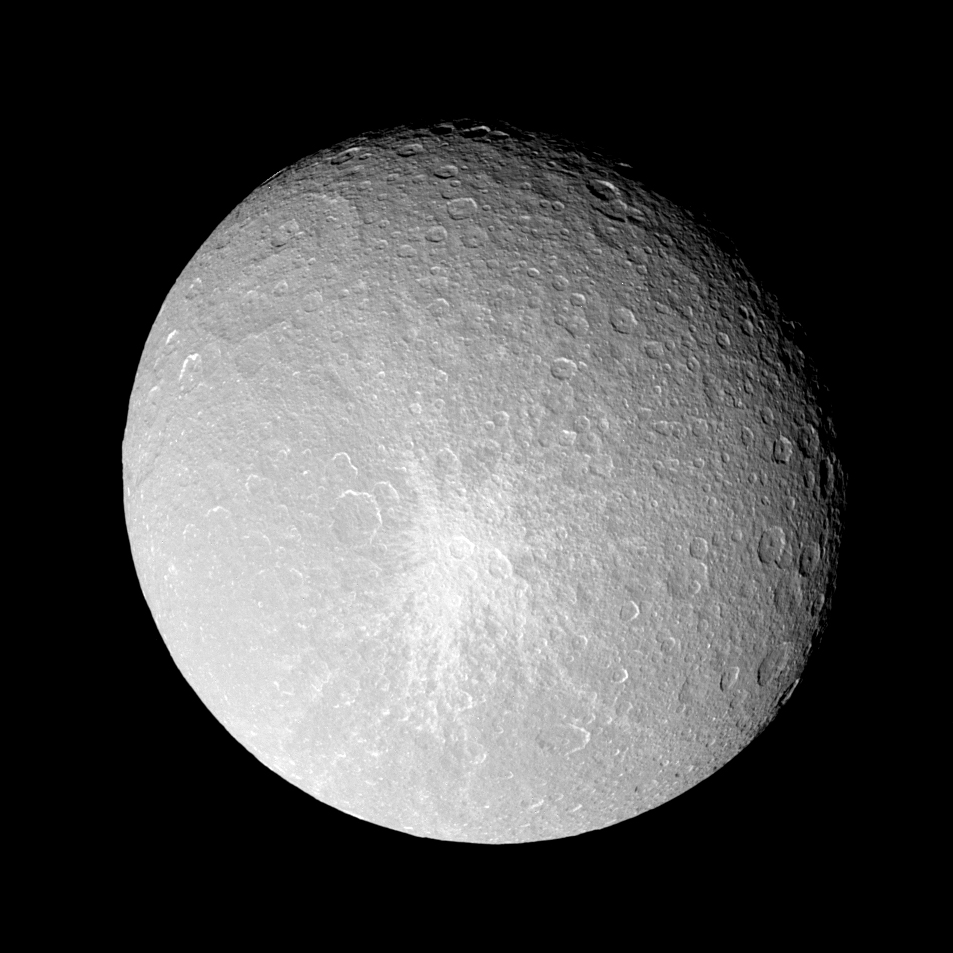
土衛五面向公轉方向半球上的因克托米撞擊坑及其周圍的蝴蝶狀噴射物

- 土衛五是土星第二大衛星。[51]2005年，卡西尼號在土衛五的尾隨等離子體中探測到電子數削弱的現象。這些電子是在土星磁層（英语：Magnetosphere of Saturn）中的等離子體被土衛五吸收後所產生的。科學家因此推斷，電子數的削弱是由土衛五的若干個塵埃環所致。如果屬實，土衛五就會是太陽系中唯一一顆擁有環系統的衛星。[25]然而，科學家之後用卡西尼號所攜帶的窄角相機從多個角度對環平面進行直接觀測，都沒有發現任何環存在的證據。先前的等離子體觀測結果是因何而來，仍然是一個謎。[59]在地質結構上，土衛五和不少衛星一樣滿佈撞擊坑，[52]在背向公轉方向的半球有和土衛四相似的縷狀裂痕，[60]在赤道上有一條可能由落到表面的環物質所形成的暗痕，[61]在背向土星的一面還有兩個約400至500公里寬的撞擊盆地，[60]其中的蒂拉瓦撞擊坑和土衛三上的奧德修斯撞擊坑相當。[52]另外，土衛五還有一個48公里寬、名為因克托米（英语：Inktomi (crater)）的撞擊坑，[62]以坑為中心有一組覆蓋面積廣的射紋系統。[63]因克托米撞擊坑可能是土星內衛星之中最年輕的撞擊坑。土衛五表面沒有任何地質活動的痕跡。[60]

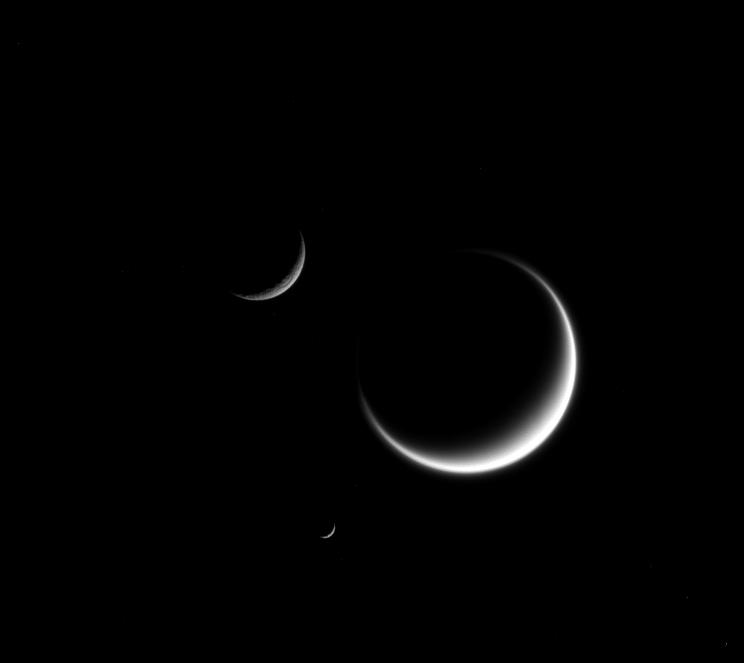
土衛六、土衛一和土衛五

- 土衛六直徑為5,149公里，是土星的第一大衛星，太陽系的第二大衛星。[64][41]在太陽系各大衛星中，土衛六是唯一一個擁有稠密大氣層（表面壓力為1.5個大氣壓力）的。土衛六的大氣層溫度極低，主要由氮氣組成，另含少量甲烷。[65]大氣層中時常出現白色對流雲，特別是在南極地區上空。[65]2013年，安達盧西亞天體物理研究所（英语：Instituto de Astrofísica de Andalucía）的科學家宣佈在土衛六的大氣上層探測到多環芳香烴。[66]2014年，美國太空總署的科學家宣稱，有強烈證據證明土衛六大氣層中的氮氣並非最初形成土星的物質，而是源自歐特雲中的彗星。[67]由於被濃厚的大氣所遮蔽，天文學家很難對土衛六的表面進行直接觀測。儘管如此，科學家知道，土衛六表面上的撞擊坑不多，地表物質應該是十分年輕的。[65]其地面由一塊塊深色和淺色的區域所組成，還有流道，甚至可能有冰火山。[65][68]一部分深色區域被縱向沙丘所覆蓋，塑造沙丘形狀的風是由土星的潮汐力所推動的，沙丘中的沙則是由水冰或碳氫化合物組成。[69]土衛六的兩極地區有多個甲烷乙烷湖，使土衛六成為太陽系中除地球以外唯一一個表面存在液體的天體。[70]克拉肯海是土衛六上最大的湖泊，面積比地球上的裏海還要大。[71]與木衛二和木衛三一樣，科學家相信土衛六的地表之下有一片由水和氨組成的海洋，裡面的物質會經冰火山噴射到地面。[68]2014年，美國太空總署的科學家宣佈，土衛六的地底海洋可能和地球上的死海一樣富含鹽。[72][73]
- 土衛七是距離土衛六最近的衛星。兩者處於3:4平均運動軌道共振，也就是說，當土衛七公轉三周時，土衛六正好公轉四周。[41]土衛七的平均直徑為270公里，體積比土衛一小，密度也更低。[74]土衛七形狀奇異，表面呈褐色，滿佈孔洞，如海綿一般。[74]土衛七的平均密度為0.55 g/cm3，[74]就算假設它完全由水冰組成，孔洞所佔的體積比例也一定超過40%。土衛七的表面不乏撞擊坑，其中2至10公里寬的撞擊坑為數最多。[74]土衛七是除冥王星小衛星以外唯一一顆以混沌形式自轉的衛星，因此它沒有沒有確切的兩極或赤道。在短時間內，土衛七繞著長軸自轉，速率約為每天72至75°；然而在長時間範圍內，它的旋轉軸（自旋矢量）會不可預測地變動，指向各個方向。[74][75]

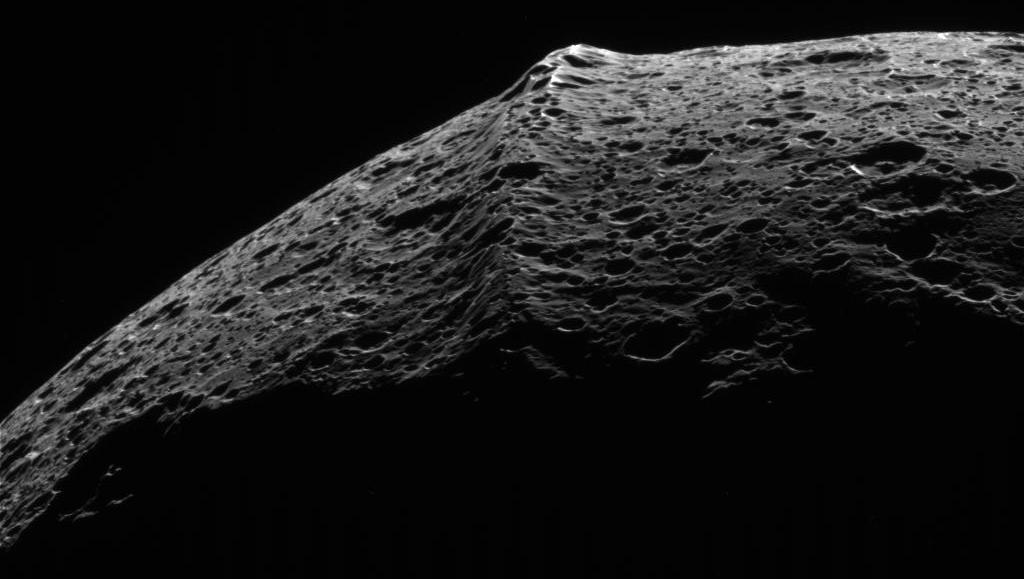
土衛八赤道上的山脊

- 土衛八是土星的第三大衛星。[51]它是土星大衛星之中距離土星最遠的，其軌道半徑約為350萬公里，其軌道傾角（15.47°）也是土星大衛星之中最高的。[42]天文學家很早就發現土衛八有著「黑白分明」的奇怪地表：其面向公轉方向的一面黑如墨汁，背向公轉方向的一面卻白如新雪。卡西尼號所拍攝到的照片顯示，黑色物質集中在接近赤道、位於北緯40°和南緯40°之間的一大片區域，科學家稱之為卡西尼區。土衛八的兩極地區也是雪白的。卡西尼號還發現了一條高達20公里的山脊，沿著赤道幾乎環繞整個土衛八。無論是黑色還是白色區域，土衛八的表面都佈滿了古老的撞擊坑。土衛八上至少有四個大型撞擊盆地，直徑介乎380至550公里。沒有任何證據顯示土衛八有地質活動。[76]科學家在2009年找到了土衛八黑色物質的可能來源：史匹哲太空望遠鏡在土衛九的軌道內側不遠處發現了一大片幾乎不可見物質，這片物質和土衛九一樣繞土星逆行公轉，是為土衛九環。科學家相信，這片物質是隕石撞擊土衛九所產生的，隨著物質慢慢靠近土星，順行公轉的土衛八與其迎頭相撞，把土衛八面向公轉方向的一面稍微染黑。[77]被染黑區域的反照率降低，溫度隨之升高，此處的水冰升華為水蒸氣，再在雪白的較冷區域凝華，形成熱失控循環。時至今日，被冰覆蓋的區域顯得雪白，表面冰層升華殆盡的區域則顯得漆黑。[78][79]

### 不規則衛星

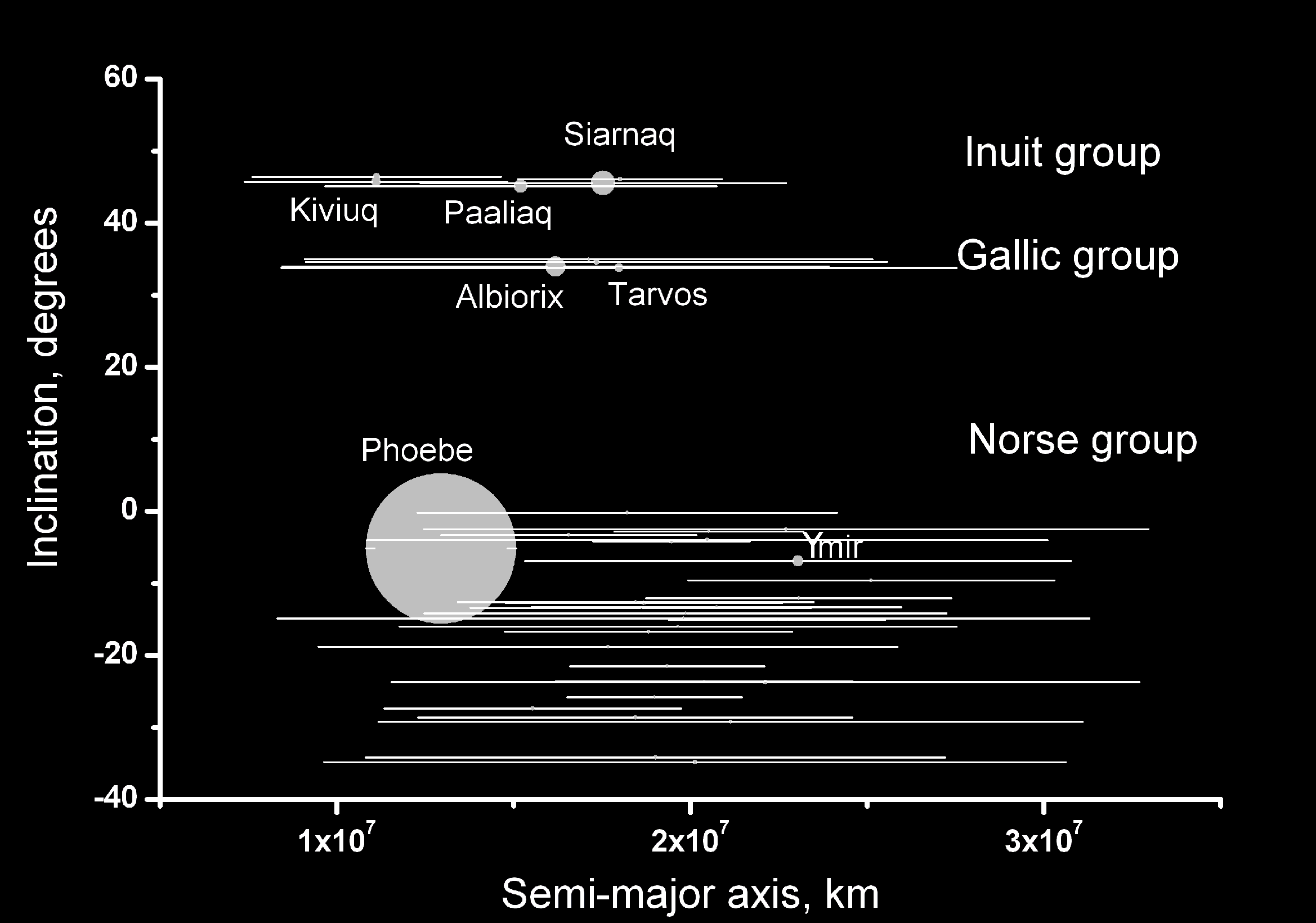
土星不規則衛星的軌道示意圖。縱軸和橫軸分別為軌道傾角和半長軸。橫線的兩端分別為軌道的遠近拱點，以此表示軌道離心率。傾角為正數的是順行軌道，負數的是逆行軌道。從軌道特徵可清晰區分因紐特衛星群、諾爾斯衛星群及高盧衛星群。

不規則衛星指的是軌道半徑長、傾角高的小衛星，其中有不少繞土星逆行公轉。科學家相信，不規則衛星是土星引力捕獲而來的太陽系小天體，往往可歸為不同的碰撞家族。這些衛星都非常細小，無法直接利用望遠鏡觀測，也無法量度準確的尺寸和反照率，但反照率一般估計和土衛九相近，約為6%。不規則衛星的可見光及近紅外線光譜的主要特徵為水的吸收譜帶。它們沒有特別的顏色，或偏紅色，與C型、P型和D型小行星相似，但比紅色凱伯帶天體更淡。

#### 因紐特衛星群
因紐特衛星群由八顆位於外圈的順行衛星所組成：土衛二十、土衛二十二、土衛二十四、土衛二十九、土衛五十二、S/2004 S 29、S/2004 S 31及S/2019 S 1(2021年發現)，其中土衛二十九最大，直徑約為40公里。它們離土星的距離（192至307個土星半徑）、軌道傾角（44°至50°）、顏色都十分相近，故歸為一群。

#### 高盧衛星群
高盧衛星群由四顆位於外圈的順行衛星所組成：土衛二十一、土衛二十六、土衛二十八及土衛三十七，其中土衛二十六最大，直徑約為32公里。它們離土星的距離（207至302個土星半徑）、軌道傾角（35°至40°）、顏色都十分相近，故歸為一群。另外，S/2004 S 24也有可能屬於高盧衛星群，但要確切歸類，仍有待更進一步觀測。在土星順行衛星之中，S/2004 S 24是最遙遠的。

#### 諾爾斯衛星群

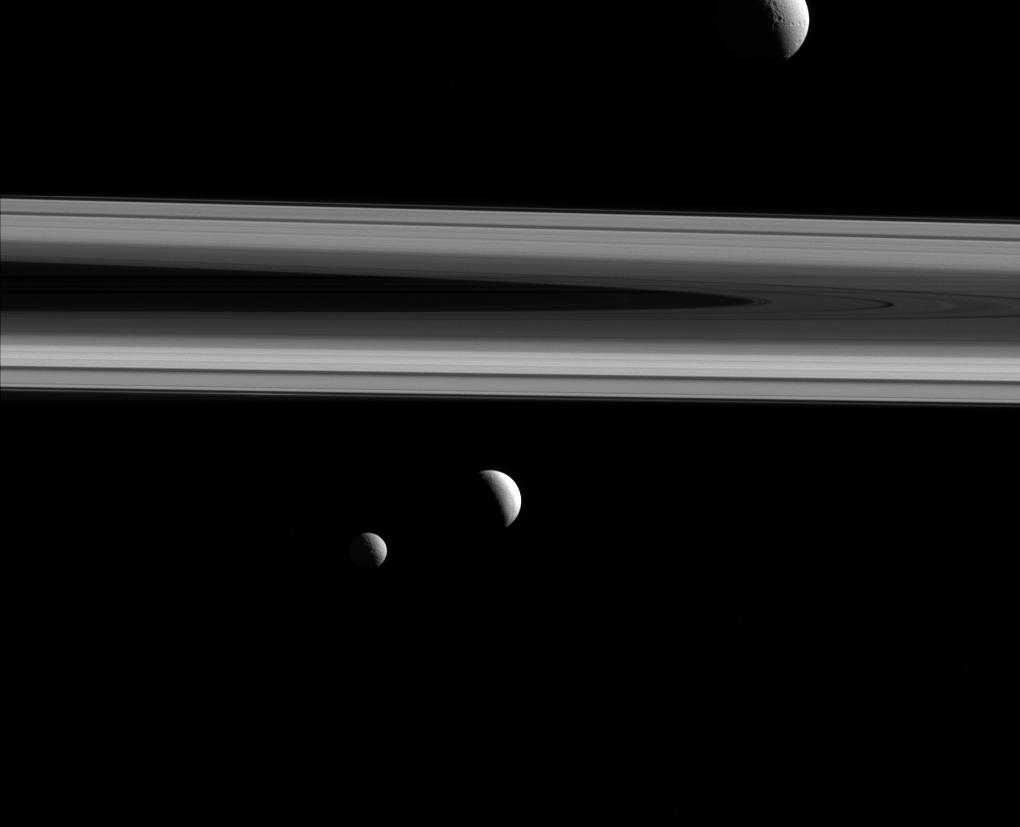
土星環及三顆衛星：土衛一、土衛二及土衛三

諾爾斯衛星群（又稱土衛九衛星群）由46顆位於外圈的逆行衛星所組成：土衛九、土衛十九、土衛二十三、土衛二十五、土衛二十七、土衛三十、土衛三十一、土衛三十六、土衛三十八、土衛三十九、土衛四十、土衛四十一、土衛四十二、土衛四十三、土衛四十四、土衛四十五、土衛四十六、土衛四十七、土衛四十八、土衛五十、土衛五十一、土衛五十四、土衛五十五、土衛五十六、土衛五十七、土衛五十九、土衛六十一、土衛六十二、土衛六十三、土衛六十五、土衛六十六以及15顆未命名衛星。土衛九的體積最大，第二大的土衛十九直徑只有19公里。諾爾斯衛星群可能還能細分為若干個衛星群。
- 土衛九直徑為213±1.4 km，在土星不規則衛星之中體積最大。[29]它繞土星逆行公轉，也是距離土星最近的逆行衛星，其自轉週期為9.2735小時。[80]2004年6月，土衛九成為卡西尼號太空船最先觀測的衛星，卡西尼號測繪了土衛九幾乎90%的地表。土衛九呈近球體，密度較高，約為1.6 g/cm3。卡西尼號所拍攝的照片顯示，土衛九表面呈深色，滿佈撞擊坑，其中有大約130個直徑超過10公里的撞擊坑。光譜測量顯示，其表面主要由水冰、二氧化碳、層狀矽酸鹽和有機物組成，也有可能存在含鐵礦物。科學家相信，土衛九原是凱伯帶的一顆半人馬小行星，後被土星的引力捕獲。[29]土衛九還是土星最大環物質的來源，也是土衛八有漆黑一面的原因。[77]

## 列表

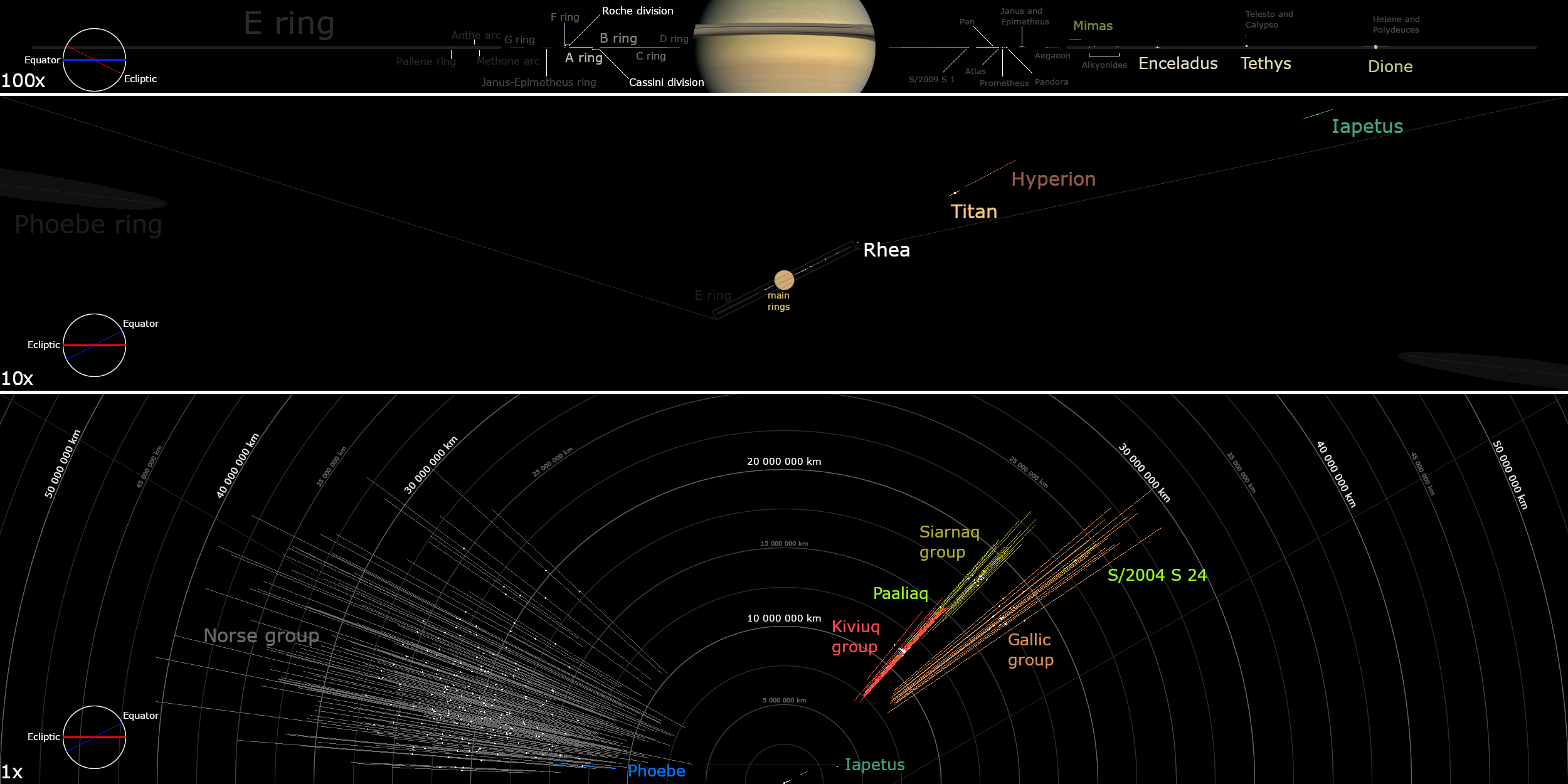
土星環及衛星系統的軌道傾角和距離示意圖，共顯示三個不同尺度

### 已證實的衛星
以下為土星衞星列表，默認以公轉週期從短到長排列（即半長軸從小到大排列）。質量足夠大而能坍縮成近球體的衞星以粗體標示，不規則衛星則以紅色、橙色和灰色背景標示。
| 圖例           | 圖例     | 圖例           | 圖例         | 圖例           |
| -------------- | -------- | -------------- | ------------ | -------------- |
| † 主要冰質衛星 | ♠ 土衛六 | ‡ 因紐特衛星群 | ♦ 高盧衛星群 | ♣ 諾爾斯衛星群 |

| 順序   | 編號     | 名稱         | 照片 | 絕對星等 | 直徑 （公里）                     | 質量 （×1015公斤） | 半長軸 （公里）             | 公轉週期 （天）     | 軌道傾角 | 軌道離心率             | 位置                                                 | 發現年份 | 發現者                                                            |
| ------ | -------- | ------------ | ---- | -------- | --------------------------------- | ------------------ | --------------------------- | ------------------- | -------- | ---------------------- | ---------------------------------------------------- | -------- | ----------------------------------------------------------------- |
| 1      |          | S/2009 S 1   |      | ≈20?     | ≈ 0.3                             | < 0.0001           | ≈ 117000                    | ≈ 0.47150           | ≈ 0°     | ≈ 0                    | 外B環                                                | 2009     | 卡西尼號                                                          |
| 01.5 ! |          | （微型衛星） |      | ?        | 0.04 to 0.4 (Earhart)             | < 0.0001           | ≈ 130000                    | ≈ 0.55000           | ≈ 0°     | ≈ 0                    | A環內三條各1000公里寬的帶                            | 2006     | 卡西尼號                                                          |
| 2      | 十八     | Pan          |      | 9.1      | 28.2±2.6 (34 × 31 × 20)           | 4.95±0.75          | 133584                      | +0.57505            | 0.001°   | 0.000035               | 恩克環縫                                             | 1990     | 馬克·舒瓦特                                                       |
| 3      | 三十五   | Daphnis      |      | 12.0     | 7.6±1.6 (9 × 8 × 6)               | 0.084±0.012        | 136505                      | +0.59408            | ≈ 0°     | ≈ 0                    | 基勒環縫                                             | 2005     | 卡西尼號                                                          |
| 4      | 十五     | Atlas        |      | 10.7     | 30.2±1.8 (41 × 35 × 19)           | 6.6±0.045          | 137670                      | +0.60169            | 0.003°   | 0.0012                 | 外A環牧羊衛星                                        | 1980     | 旅行者1號                                                         |
| 5      | 十六     | Prometheus   |      | 6.5      | 86.2±5.4 (136 × 79 × 59)          | 159.5±1.5          | 139380                      | +0.61299            | 0.008°   | 0.0022                 | 內F環牧羊衛星                                        | 1980     | 旅行者1號                                                         |
| 6      | 十七     | Pandora      |      | 6.6      | 81.4±3.0 (104 × 81 × 64)          | 137.1±1.9          | 141720                      | +0.62850            | 0.050°   | 0.0042                 | 外F環牧羊衛星                                        | 1980     | 旅行者1號                                                         |
| 7a     | 十一     | Epimetheus   |      | 5.6      | 116.2±3.6 (130 × 114 × 106)       | 526.6±0.6          | 151422                      | +0.69433            | 0.335°   | 0.0098                 | 與土衛十共軌                                         | 1977     | R. Walker, J. Fountain, S. Larson                                 |
| 7b     | 十       | Janus        |      | 4.7      | 179.0±2.8 (203 × 185 × 153)       | 1897.5±0.6         | 151472                      | +0.69466            | 0.165°   | 0.0068                 | 與土衛十一共軌                                       | 1966     | 奧杜安·多爾菲斯                                                   |
| 9      | 五十三   | Aegaeon      |      | ≈20.3?   | ≈ 0.5                             | ≈ 0.0001           | 167500                      | +0.80812            | 0.001°   | 0.0002                 | G環小衛星                                            | 2008     | 卡西尼號                                                          |
| 10     | 一       | †Mimas       |      | 4.2      | 396.4±0.8 (416 × 393 × 381)       | 37493±31           | 185404                      | +0.942422           | 1.566°   | 0.0202                 |                                                      | 1789     | 威廉·赫歇爾                                                       |
| 11     | 三十二   | Methone      |      | 13.8     | 3.2±1.2                           | ≈ 0.02             | 194440                      | +1.00957            | 0.007°   | 0.0001                 | 阿爾庫俄尼得斯衛星群                                 | 2004     | 卡西尼號                                                          |
| 12     | 四十九   | Anthe        |      | 14.8     | 1.8                               | ≈ 0.0015           | 197700                      | +1.05089            | 0.1°     | 0.0011                 | 阿爾庫俄尼得斯衛星群                                 | 2007     | 卡西尼號                                                          |
| 13     | 三十三   | Pallene      |      | 12.9     | 5.0±1.2 (6 × 6 × 4)               | ≈ 0.05             | 212280                      | +1.15375            | 0.181°   | 0.0040                 | 阿爾庫俄尼得斯衛星群                                 | 2004     | 卡西尼號                                                          |
| 14     | 二       | †Enceladus   |      | 1.7      | 504.2±0.4 (513 × 503 × 497)       | 108022±101         | 237950                      | +1.370218           | 0.010°   | 0.0047                 | E環物質之源                                          | 1789     | 威廉·赫歇爾                                                       |
| 15     | 三       | †Tethys      |      | 0.3      | 1062±1.2 (1077 × 1057 × 1053)     | 617449±132         | 294619                      | +1.887802           | 0.168°   | 0.0001                 |                                                      | 1684     | 乔瓦尼·卡西尼                                                     |
| 15a    | 十三     | Telesto      |      | 8.7      | 24.8±0.8 (33 × 24 × 20)           | ≈ 9.41             | 294619                      | +1.887802           | 1.158°   | 0.0000                 | 土衛三的領頭特洛伊衛星                               | 1980     | B. Smith, H. Reitsema, S. Larson, J. Fountain                     |
| 15b    | 十四     | Calypso      |      | 8.7      | 21.4±1.4 (30 × 23 × 14)           | ≈ 6.3              | 294619                      | +1.887802           | 1.473°   | 0.0000                 | 土衛三的尾隨特洛伊衛星                               | 1980     | D. Pascu, P. Seidelmann, W. Baum, D. Currie                       |
| 18     | 四       | †Dione       |      | 0.4      | 1122.8±0.8 (1128 × 1123 × 1119)   | 1095452±168        | 377396                      | +2.736915           | 0.002°   | 0.0022                 |                                                      | 1684     | 乔瓦尼·卡西尼                                                     |
| 18a    | 十二     | Helene       |      | 7.3      | 35.2±0.8 (43 × 38 × 26)           | ≈ 24.46            | 377396                      | +2.736915           | 0.212°   | 0.0022                 | 土衛四的領頭特洛伊衛星                               | 1980     | P. Laques, J. Lecacheux                                           |
| 18b    | 三十四   | Polydeuces   |      | 13.5     | 2.6±0.8 (3 × 2 × 1)               | ≈ 0.03             | 377396                      | +2.736915           | 0.177°   | 0.0192                 | 土衛四的尾隨特洛伊衛星                               | 2004     | 卡西尼號                                                          |
| 21     | 五       | †Rhea        |      | -0.2     | 1527.0±1.2 (1530 × 1526 × 1525)   | 2306518±353        | 527108                      | +4.518212           | 0.327°   | 0.001258               |                                                      | 1672     | 乔瓦尼·卡西尼                                                     |
| 22     | 六       | ♠Titan       |      | -1.3     | 5149.46±0.18 (5149 × 5149 × 5150) | 134520000±20000    | 1221930                     | +15.94542           | 0.3485°  | 0.0288                 |                                                      | 1655     | 克里斯蒂安·惠更斯                                                 |
| 23     | 七       | †Hyperion    |      | 4.8      | 270±8 (360 × 266 × 205)           | 5620±50            | 1481010                     | +21.27661           | 0.568°   | 0.123006               | 與土衛六處於4:3共振狀態                              | 1848     | 威廉·邦德、喬治·邦德和威廉·拉塞爾                                 |
| 24     | 八       | †Iapetus     |      | 0.6      | 1468.6±5.6 (1491 × 1491 × 1424)   | 1805635±375        | 3560820                     | +79.3215            | 15.47°   | 0.028613               |                                                      | 1671     | 乔瓦尼·卡西尼                                                     |
| 25     |          | ‡S/2019 S 1  |      | 15.3     | ≈ 6                               | ≈ 0.15             | 11221100                    | +443.78             | 44.379°  | 0.6229                 | 因紐特衛星群                                         | 2019     | 布萊特·格萊德曼和約翰·卡維拉斯等人                                |
| 26     | 二十四   | ‡Kiviuq      |      | 12.7     | ≈ 16                              | ≈ 2.79             | 11294800                    | +448.16             | 49.087°  | 0.3288                 | 因紐特衛星群                                         | 2000     | 布萊特·格萊德曼和約翰·卡維拉斯等人                                |
| 27     | 二十二   | ‡Ijiraq      |      | 13.2     | ≈ 12                              | ≈ 1.18             | 11355316                    | +451.77             | 50.212°  | 0.3161                 | 因紐特衛星群                                         | 2000     | 布萊特·格萊德曼和約翰·卡維拉斯等人                                |
| 28     | 九       | ♣†Phoebe     |      | 2.0      | 213.0±1.4 (219 × 217 × 204)       | 8292±10            | 12869700                    | −545.09             | 173.047° | 0.156242               | 諾爾斯衛星群                                         | 1899     | 威廉·亨利·皮克林                                                  |
| 29     | 二十     | ‡Paaliaq     |      | 11.9     | ≈ 22                              | ≈ 7.25             | 15103400                    | +692.98             | 46.151°  | 0.3631                 | 因紐特衛星群                                         | 2000     | 布萊特·格萊德曼和約翰·卡維拉斯等人                                |
| 30     | 二十七   | ♣Skathi      |      | 14.2     | ≈ 8                               | ≈ 0.35             | 15672500                    | −732.52             | 149.084° | 0.246                  | 諾爾斯（土衛二十七）衛星群                           | 2000     | 布萊特·格萊德曼和約翰·卡維拉斯等人                                |
| 31     |          | ♣S/2004 S 37 |      | 15.9     | ≈ 4                               | ≈ 0.05             | 15892000                    | −748.18             | 162.937° | 0.4965                 | 諾爾斯衛星群                                         | 2004     | 斯格特·謝柏德、大衛·朱維特和簡·克萊納                             |
| 32     |          | ♣S/2007 S 2  |      | 15.7     | ≈ 4                               | ≈ 0.05             | 16055000                    | −759.71             | 176.65°  | 0.2370                 | 諾爾斯衛星群                                         | 2007     | 斯格特·謝柏德、大衛·朱維特、簡·克萊納和布賴恩‧馬斯登              |
| 33     | 二十六   | ♦Albiorix    |      | 11.4     | 28.6                              | ≈ 22.3             | 16266700                    | +774.58             | 38.042°  | 0.477                  | 高盧衛星群                                           | 2000     | 馬修·霍爾曼                                                       |
| 34     | 六十     | ‡S/2004 S 29 |      | 15.8     | ≈ 4                               | ≈ 0.05             | 16981000                    | +826.44             | 45.102°  | 0.4401                 | 因紐特衛星群                                         | 2004     | 斯格特·謝柏德、大衛·朱維特、簡·克萊納和布賴恩‧馬斯登              |
| 35     | 三十七   | ♦Bebhionn    |      | 14.9     | ≈ 6                               | ≈ 0.15             | 17153520                    | +838.77             | 40.484°  | 0.333                  | 高盧衛星群                                           | 2004     | 斯格特·謝柏德、大衛·朱維特和簡·克萊納                             |
| 36     | 二十八   | ♦Erriapus    |      | 13.7     | ≈ 10                              | ≈ 0.68             | 17236900                    | +844.89             | 38.109°  | 0.4724                 | 高盧衛星群                                           | 2000     | 布萊特·格萊德曼和約翰·卡維拉斯等人                                |
| 37     | 四十七   | ♣Skoll       |      | 15.4     | ≈ 6                               | ≈ 0.15             | 17473800                    | −862.37             | 155.624° | 0.418                  | 諾爾斯衛星群                                         | 2006     | 斯格特·謝柏德、大衛·朱維特和簡·克萊納                             |
| 38     |          | ‡S/2004 S 31 |      | 15.6     | ≈ 4                               | ≈ 0.05             | 17568000                    | +869.65             | 48.815°  | 0.2403                 | 因紐特衛星群                                         | 2004     | 斯格特·謝柏德、大衛·朱維特、簡·克萊納和布賴恩‧馬斯登              |
| 39     | 二十九   | ‡Siaranq     |      | 10.6     | 39.3                              | ≈ 43.5             | 17779200                    | +883.87             | 45.798°  | 0.24961                | 因紐特衛星群                                         | 2000     | 布萊特·格萊德曼、約翰·卡維拉斯等人                                |
| 40     | 五十二   | ‡Tarqeq      |      | 14.8     | ≈ 7                               | ≈ 0.23             | 17910600                    | +894.86             | 49.904°  | 0.1081                 | 因紐特衛星群                                         | 2007     | 斯格特·謝柏德、大衛·朱維特和簡·克萊納                             |
| 41     | （迷蹤） | ♣S/2004 S 13 |      | 15.6     | ≈ 6                               | ≈ 0.15             | 18056300 (18183000±2020000) | −905.85 (-915.47)   | 167.379° | 0.261 (0.2653±0.0809)  | 諾爾斯衛星群                                         | 2004     | 斯格特·謝柏德、大衛·朱維特和簡·克萊納                             |
| 42     | 五十一   | ♣Greip       |      | 15.3     | ≈ 6                               | ≈ 0.15             | 18065700                    | −906.56             | 172.666° | 0.3735                 | 諾爾斯衛星群                                         | 2006     | 斯格特·謝柏德、大衛·朱維特和簡·克萊納                             |
| 43     | 四十四   | ♣Hyrrokkin   |      | 14.3     | ≈ 8                               | ≈ 0.35             | 18168300                    | −914.29             | 153.272° | 0.3604                 | 諾爾斯衛星群                                         | 2004     | 斯格特·謝柏德、大衛·朱維特和簡·克萊納                             |
| 44     | 五十     | ♣Jarnsaxa    |      | 15.7     | ≈ 6                               | ≈ 0.15             | 18556900                    | −943.78             | 162.861° | 0.1918                 | 諾爾斯衛星群                                         | 2006     | 斯格特·謝柏德、大衛·朱維特和簡·克萊納                             |
| 45     | 二十一   | ♦Tarvos      |      | 12.8     | ≈ 15                              | ≈ 2.3              | 18562800                    | +944.23             | 34.679°  | 0.5305                 | 高盧衛星群                                           | 2000     | 布萊特·格萊德曼和約翰·卡維拉斯等人                                |
| 46     |          | ♣S/2006 S 1  |      | 15.6     | ≈ 6                               | ≈ 0.15             | 18652700                    | −949.63             | 154.629° | 0.0814                 | 諾爾斯衛星群                                         | 2006     | 斯格特·謝柏德、大衛·朱維特和簡·克萊納                             |
| 47     | 二十五   | ♣Mundilfari  |      | 14.5     | ≈ 7                               | ≈ 0.23             | 18725800                    | −956.70             | 169.378° | 0.198                  | 諾爾斯衛星群                                         | 2000     | 布萊特·格萊德曼和約翰·卡維拉斯等人                                |
| 48     | （迷蹤） | ♣S/2004 S 17 |      | 16.0     | ≈ 4                               | ≈ 0.05             | 19099200 (19080000±685000)  | −985.45 (-984.11)   | 166.881° | 0.226 (0.2268±0.0440)  | 諾爾斯衛星群                                         | 2004     | 斯格特·謝柏德、大衛·朱維特和簡·克萊納                             |
| 49     | 三十八   | ♣Bergelmir   |      | 15.1     | ≈ 6                               | ≈ 0.15             | 19104000                    | −985.83             | 157.384° | 0.152                  | 諾爾斯衛星群                                         | 2004     | 斯格特·謝柏德、大衛·朱維特和簡·克萊納                             |
| 50     | 三十一   | ♣Narvi       |      | 14.6     | ≈ 7                               | ≈ 0.23             | 19395200                    | −1008.45            | 137.292° | 0.320                  | 諾爾斯衛星群                                         | 2003     | 斯格特·謝柏德、大衛·朱維特和簡·克萊納                             |
| 51     | 五十四   | ♣Gridr       |      | 15.8     | ≈ 3                               | ≈ 0.03             | 19418000                    | −1010.55            | 162.570° | 0.197                  | 諾爾斯衛星群                                         | 2004     | 斯格特·謝柏德、大衛·朱維特和簡·克萊納                             |
| 52     | 二十三   | ♣Suttungr    |      | 14.3     | ≈ 7                               | ≈ 0.23             | 19579000                    | −1022.82            | 174.321° | 0.131                  | 諾爾斯衛星群                                         | 2000     | 布萊特·格萊德曼和約翰·卡維拉斯等人                                |
| 53     | 四十三   | ♣Hati        |      | 13.5     | ≈ 6                               | ≈ 0.15             | 19709300                    | −1033.05            | 163.131° | 0.291                  | 諾爾斯衛星群                                         | 2004     | 斯格特·謝柏德、大衛·朱維特和簡·克萊納                             |
| 54     |          | ♣S/2004 S 12 |      | 15.7     | ≈ 5                               | ≈ 0.09             | 19905900 (19999000±119000)  | −1048.54 (-1056.23) | 164.042° | 0.396 (0.3933±0.0223)  | 諾爾斯衛星群                                         | 2004     | 斯格特·謝柏德、大衛·朱維特和簡·克萊納                             |
| 55     | 五十九   | ♣Eggther     |      | 15.3     | ≈ 6                               | ≈ 0.15             | 19976000                    | −1054.45            | 167.804° | 0.1220                 | 諾爾斯衛星群                                         | 2004     | 斯格特·謝柏德、大衛·朱維特、簡·克萊納、布賴恩‧馬斯登和R. Jacobson |
| 56     | 四十     | ♣Farbauti    |      | 15.6     | ≈ 5                               | ≈ 0.09             | 19984800                    | −1054.78            | 158.361° | 0.209                  | 諾爾斯衛星群                                         | 2004     | 斯格特·謝柏德、大衛·朱維特和簡·克萊納                             |
| 57     | 三十     | ♣Thrymr      |      | 14.3     | ≈ 7                               | ≈ 0.23             | 20278100                    | −1078.09            | 174.524° | 0.453                  | 諾爾斯衛星群                                         | 2000     | 布萊特·格萊德曼和約翰·卡維拉斯等人                                |
| 58     | 六十一   | ♣Beli        |      | 16.2     | ≈ 3                               | ≈ 0.03             | 20396000                    | −1087.84            | 156.3°   | 0.1129                 | 諾爾斯衛星群                                         | 2004     | 斯格特·謝柏德、大衛·朱維特和簡·克萊納                             |
| 59     | 三十六   | ♣Aegir       |      | 15.4     | ≈ 6                               | ≈ 0.15             | 20482900                    | −1094.46            | 167.425° | 0.237                  | 諾爾斯衛星群                                         | 2004     | 斯格特·謝柏德、大衛·朱維特和簡·克萊納                             |
| 60     | （迷蹤） | ♣S/2007 S 3  |      | 15.7     | ≈ 5                               | ≈ 0.09             | 20518500 (19202000±519000   | ≈ −1100 (-993.50)   | 177.22°  | 0.130 (0.1499±0.0336)  | 諾爾斯衛星群                                         | 2007     | 斯格特·謝柏德、大衛·朱維特和簡·克萊納                             |
| 61     | 三十九   | ♣Bestla      |      | 14.7     | ≈ 7                               | ≈ 0.23             | 20570000                    | −1101.45            | 147.395° | 0.5145                 | 諾爾斯（土衛二十七）衛星群                           | 2004     | 斯格特·謝柏德、大衛·朱維特和簡·克萊納                             |
| 62     | （迷蹤） | ♣S/2004 S 7  |      | 15.2     | ≈ 6                               | ≈ 0.15             | 20576700 (20685000±396000)  | −1101.99 (−1111.09) | 165.596° | 0.5299 (0.5549±0.0212) | 諾爾斯衛星群                                         | 2004     | 斯格特·謝柏德、大衛·朱維特和簡·克萊納                             |
| 63     | 五十五   | ♣Angrboda    |      | 16.1     | ≈ 3                               | ≈ 0.03             | 20636000                    | −1107.132           | 177.321° | 0.2513                 | 諾爾斯衛星群                                         | 2004     | 斯格特·謝柏德、大衛·朱維特和簡·克萊納                             |
| 64     | 五十六   | ♣Skrymir     |      | 15.6     | ≈ 4                               | ≈ 0.05             | 21163000                    | −1149.82            | 176.988° | 0.3729                 | 諾爾斯衛星群                                         | 2004     | 斯格特·謝柏德、大衛·朱維特和簡·克萊納                             |
| 65     | 五十七   | ♣Gerd        |      | 15.9     | ≈ 4                               | ≈ 0.05             | 21174000                    | −1150.69            | 172.996° | 0.4424                 | 諾爾斯衛星群                                         | 2004     | 斯格特·謝柏德、大衛·朱維特和簡·克萊納                             |
| 66     | 六十二   | ♣Gunnlod     |      | 15.6     | ≈ 4                               | ≈ 0.05             | 21214000                    | −1153.96            | 159.091° | 0.2505                 | 諾爾斯衛星群                                         | 2004     | 斯格特·謝柏德、大衛·朱維特和簡·克萊納                             |
| 67     |          | ♣S/2006 S 3  |      | 15.6     | ≈ 6                               | ≈ 0.15             | 21308000                    | −1161.65            | 152.878° | 0.4707                 | 諾爾斯衛星群                                         | 2006     | 斯格特·謝柏德、大衛·朱維特和簡·克萊納                             |
| 68     | 六十六   | ♣Geirrod     |      | 15.9     | ≈ 4                               | ≈ 0.05             | 21908000                    | −1211.024           | 154.090° | 0.4366                 | 諾爾斯衛星群                                         | 2004     | 斯格特·謝柏德、大衛·朱維特和簡·克萊納                             |
| 69     | 四十一   | ♣Fenrir      |      | 15.9     | ≈ 4                               | ≈ 0.05             | 21930644                    | −1212.53            | 162.832° | 0.131                  | 諾爾斯衛星群                                         | 2004     | 斯格特·謝柏德、大衛·朱維特和簡·克萊納                             |
| 70     |          | ♣S/2004 S 28 |      | 15.8     | ≈ 4                               | ≈ 0.05             | 22020000                    | −1220.31            | 170.322° | 0.1428                 | 諾爾斯衛星群                                         | 2004     | 斯格特·謝柏德、大衛·朱維特、簡·克萊納和布賴恩‧馬斯登              |
| 71     | 四十八   | ♣Surtur      |      | 15.7     | ≈ 6                               | ≈ 0.15             | 22288916                    | −1242.36            | 166.918° | 0.3680                 | 諾爾斯衛星群                                         | 2006     | 斯格特·謝柏德、大衛·朱維特和簡·克萊納                             |
| 72     | 四十五   | ♣Kari        |      | 14.9     | ≈ 7                               | ≈ 0.23             | 22321200                    | −1245.06            | 148.384° | 0.3405                 | 諾爾斯（土衛二十七）衛星群                           | 2006     | 斯格特·謝柏德、大衛·朱維特和簡·克萊納                             |
| 73     | 六十五   | ♣Alvaldi     |      | 15.5     | ≈ 6                               | ≈ 0.15             | 22412000                    | −1253.08            | 176.717° | 0.1837                 | 諾爾斯衛星群                                         | 2004     | 斯格特·謝柏德、大衛·朱維特、簡·克萊納和布賴恩‧馬斯登              |
| 74     | 十九     | ♣Ymir        |      | 12.3     | ≈ 18                              | ≈ 3.97             | 22429673                    | −1254.15            | 172.143° | 0.3349                 | 諾爾斯衛星群                                         | 2000     | 布萊特·格萊德曼和約翰·卡維拉斯等人                                |
| 75     |          | ♣S/2004 S 21 |      | 16.3     | ≈ 3                               | ≈ 0.03             | 22645000                    | −1272.61            | 159.950° | 0.3183                 | 諾爾斯衛星群                                         | 2004     | 斯格特·謝柏德、大衛·朱維特和簡·克萊納                             |
| 76     |          | S/2004 S 24  |      | 16.0     | ≈ 3                               | ≈ 0.03             | 22901000                    | +1294.25            | 35.538°  | 0.0846                 | 唯一一顆順行的外圈衛星（可能是高盧衛星群的邊緣成員） | 2004     | 斯格特·謝柏德、大衛·朱維特、簡·克萊納和布賴恩‧馬斯登              |
| 77     | 四十六   | ♣Loge        |      | 15.4     | ≈ 6                               | ≈ 0.15             | 22984322                    | −1300.95            | 166.539° | 0.1390                 | 諾爾斯衛星群                                         | 2006     | 斯格特·謝柏德、大衛·朱維特和簡·克萊納                             |
| 78     |          | ♣S/2004 S 36 |      | 16.1     | ≈ 3                               | ≈ 0.03             | 23192000                    | −1319.07            | 154.992° | 0.7484                 | Probably captured asteroid, 軌道類似於諾爾斯衛星群   | 2004     | 斯格特·謝柏德、大衛·朱維特和簡·克萊納                             |
| 79     |          | ♣S/2004 S 39 |      | 16.3     | ≈ 3                               | ≈ 0.03             | 23575000                    | −1351.83            | 166.579° | 0.0804                 | 諾爾斯衛星群                                         | 2004     | 斯格特·謝柏德、大衛·朱維特和簡·克萊納                             |
| 80     | 六十三   | ♣Thiazzi     |      | 15.9     | ≈ 4                               | ≈ 0.05             | 24168000                    | −1403.18            | 160.471° | 0.3994                 | 諾爾斯衛星群                                         | 2004     | 斯格特·謝柏德、大衛·朱維特和簡·克萊納                             |
| 81     | 六十四   | ♣S/2004 S 34 |      | 16.1     | ≈ 3                               | ≈ 0.03             | 24299000                    | −1414.59            | 166.039° | 0.2352                 | 諾爾斯衛星群                                         | 2004     | 斯格特·謝柏德、大衛·朱維特和簡·克萊納                             |
| 82     | 四十二   | ♣Fornjot     |      | 15.3     | ≈ 6                               | ≈ 0.15             | 24504879                    | −1432.16            | 167.886° | 0.186                  | 諾爾斯衛星群                                         | 2004     | 斯格特·謝柏德、大衛·朱維特和簡·克萊納                             |
| 83     | 五十八   | ♣S/2004 S 26 |      | 15.8     | ≈ 4                               | ≈ 0.05             | 26676000                    | −1627.18            | 171.369° | 0.1645                 | 諾爾斯衛星群                                         | 2004     | 斯格特·謝柏德、大衛·朱維特、簡·克萊納和布賴恩‧馬斯登              |

### 有待確認的衛星
以下由卡西尼號所探測到的天體還沒有被證實是完整的實體。它們有可能是F環中持久不散的一團團鬆散物質。
| 名稱           | 照片 | 直徑 （公里） | 半長軸 （公里） | 公轉週期 （天） | 位置                | 發現年份 | 目前狀態                                                         |
| -------------- | ---- | ------------- | --------------- | --------------- | ------------------- | -------- | ---------------------------------------------------------------- |
| S/2004 S 3/S 4 |      | ≈ 3–5         | ≈ 140300        | ≈ +0.619        | F環附近的不確定物體 | 2004     | 2004年11月在該區域透徹地觀測之後仍未見蹤影，其真實存在的可能性低 |
| S/2004 S 6     |      | ≈ 3–5         | ≈ 140130        | +0.61801        |                     | 2004     | 2005年曾重複多次探測到，可能是細塵包圍著很小的核心               |
| S/2001 S 7     |      | ???           | ???             | ???             | F環                 | 2001     |                                                                  |
| S/2001 S 4     |      | ???           | 122 124         | 0.633 19        | F環                 | 2001     |                                                                  |

另外，歷史上曾有兩位天文學家分別宣稱在土衛六和土衛七軌道之間發現新衛星，但這些衛星自此就未再被見到過。
- 赫爾曼·戈爾德施密特於1861年宣稱發現新衛星，並將其命名為Chiron。[83]
- 威廉·亨利·皮克林於1905年宣稱發現新衛星，並將其命名為Themis。儘管該衛星沒有再被見到過，但不少年曆和天文學書籍一直到1960年代仍然把它收錄在內。[83]

### 暫時性衛星
不時會有小行星和彗星靠近土星，甚至被土星的引力捕獲。P/2020 F1 (Leonard)彗星曾經在1936年5月8日靠近土星，達到978000±65000公里的距離。這比土衛六的軌道還要接近土星，其軌道離心率也只有1.098±0.007。在這之前，該彗星有可能是土星的一顆暫時性衛星，但由於除引力以外的力十分複雜，科學家還不能確定它是否曾經是暫時性衛星。

## 形成
科學家相信，土衛六、中等大小衛星以及土星環的形成過程與木星的伽利略衛星相似，但細節有待進一步研究確定。有理論提出，曾經還存在第二顆大小和土衛六相當的衛星，在解體之後形成環和位於內圈的中等大小衛星。也有理論主張，兩顆大衛星碰撞後融合形成土衛六，碰撞期間所散開的冰質碎片則成為了今天的中等大小衛星。2014年6月23日，美國太空總署宣佈有強烈證據指出，土衛六大氣層中的氮氣並非最初形成土星的物質，而是源自歐特雲中的彗星。從土衛二的地質活動以及土衛三、四、五在過去沒有長期軌道共振的跡象，可推算土衛六軌道內側的衛星年齡可能只有一億年。

## 備註
1. ↑  在2023年宣佈的62顆土星新衛星中[1]，有41顆的軌道已經發表在2023年5月11日的MPECs 2023-J21 至 2023-J85。這41顆衛星是S/2020 S 1、S/2006 S 9、S/2007 S 5、S/2004 S 40、S/2019 S 2、S/2019 S 3、S/2020 S 2、S/2020 S 3、S/2019 S 4、S/2004 S 41、S/2020 S 4、S/2020 S 5、S/2007 S 6、S/2004 S 42、S/2006 S 10、S/2019 S 5、S/2004 S 43、S/2004 S 44、S/2004 S 45、S/2006 S 11、S/2006 S 12、S/2019 S 6、S/2006 S 13、S/2019 S 7、S/2019 S 8、S/2019 S 9、S/2004 S 46、S/2019 S 10、S/2004 S 47、S/2019 S 11、S/2006 S 14、S/2019 S 12、S/2020 S 6、S/2019 S 13、S/2005 S 4、S/2007 S 7、S/2007 S 8、S/2020 S 7、S/2019 S 14、S/2019 S 15、和S/2005 S 5。
2. ↑  土星環的總質量與土衛一相當，[10]剩餘衛星中最大的三顆（土衛十、土衛七、土衛九）質量總和只有土衛一的三分之一。土星環和所有小衛星的質量總和約為5.5×1019 kg。
3. ↑   表面顏色可以用來推斷表面化學成分。
4. ↑   得到證實的衛星會由國際天文聯會賦予永久命名與編號。[38]1900年以前發現的九顆衛星（其中土衛九是唯一一顆不規則衛星）依軌道半徑順序編號，其餘的則以其獲得永久命名的順序編號。諾爾斯衛星群的九顆小衛星及S/2009 S 1尚未獲得永久命名。
5. ↑   土衛七、九至十八、三十二、三十三及三十五的直徑和尺寸取自Thomas 2010, Table 3。[40]土衛一至五及土衛八的直徑和尺寸取自Thomas 2010, Table 1。[40]其餘衛星的大約尺寸值取自斯科特·謝柏德的網站。[44]
6. ↑   大衛星的質量取自Jacobson, 2006。[41]土衛七、九至十一、十五至十八及三十五的質量取自Thomas, 2010, Table 3。[40]其餘衛星的質量是在假設密度為1.3 g/cm3的基礎上推算而得的。
7. 1 2 3   軌道參數取自Spitale, et al. 2006、[50]IAU-MPC Natural Satellites Ephemeris Service[81]及NASA/NSSDC。[42]
8. ↑   負值表示逆行軌道，即公轉方向與行星自轉方向相反。
9. ↑  規則衛星的傾角是相對土星的赤道平面，不規則衛星的傾角則是相對黃道平面。
10. ↑  S/2004 S 4自首次被觀察到之後就未再露面，很可能只是一團鬆散物質。[22]

## 外部連結
- 美國太空總署太陽系探索：土星的衛星 （页面存档备份，存于）
- 土星的衛星 （页面存档备份，存于）（斯科特·谢泼德的網站）
- Fly me to the moons of Saturn （页面存档备份，存于）（卡羅琳·波爾科（英语：Carolyn Porco）有關探索土星衛星的TED演講）
- Mapping Saturn's Moons （页面存档备份，存于）（《紐約時報》上七顆土星衛星的三維互動圖）
- 土星衛星大小比較 （页面存档备份，存于）（行星學會網站，艾米莉·勒科达瓦拉撰）